# 不肯去观音
《不肯去观音》（英語：Avalokitesvara），中国大陆佛教题材电影，导演张鑫，主演李纯、聂远、中泉英雄、斯琴高娃、中野良子、牟凤彬。该片荣获第37届蒙特利尔国际电影节“世界伟大电影奖”（英語：World Great Film）。

## 剧情
唐朝（842年—864年间），光王李怡体弱多病，为求健康，他命令梅岑山制造瓷器的艺人余秀峰烧制观音像，观音像烧制后，他捡到一个女婴，取名“莲妹”，街坊邻里说这个女孩就是观音菩萨的化身。
唐武宗灭佛，五台山方丈无尘大师委托莲妹把观音像藏到梅岑山，此时候的日本正处在战乱频繁的时期，橘皇后下令慧萼和尚去唐朝求取观音像，慧萼来到五台山后，知道观音像已经被莲妹带下山，于是跟着去了。
唐武宗下令尉迟将军杀光王李怡，莲妹乔装李怡，救得光王，而养父余秀峰却被杀害，慧萼抱着观音像离开，被莲妹和海生追回。两人逃难到明州，当地官僚宋大人追杀他们，而且打算占有观音像和莲妹，被莲妹拒绝。尉迟将军下圈套追杀莲妹，诱出隐蔽起来的光王李怡。不料，唐武宗灭佛而遭天谴，暴毙宫中，李怡即位当了皇帝，莲妹带着观音像回到五台山。
慧萼第二次到唐朝宫中，请求观音像带回日本，莲妹划着小舟跟着去了，当他携带观音像坐船途经梅岑山的时候，风浪四起，观音像落入海中，莲妹也被风浪吞没。慧萼悲痛不已，却看到朵朵莲花飘起在海中，而梅岑山山顶，手持莲花的正是白衣观音，也是莲妹。慧萼顿悟，于是把观音像留在梅岑山，带着观音菩萨的大慈大悲救苦救难的精神回到日本。

## 演出
| 演员     | 角色         | 备注                                                     |
| 聂远     | 李怡（李忱） | 光王，即後來的唐宣宗，体弱多病，为求健康而烧制观音像。   |
| 李纯     | 莲妹         | 观音菩萨的人间化身，伴随观音像出现，最后落海，重回佛界。 |
| 中泉英雄 | 慧萼         | 古日本高僧，求取观音像。                                 |
| 斯琴高娃 | 郑太后       | 光王的母亲，唐憲宗第二任皇后。                           |
| 中野良子 | 橘皇后       | 古日本皇后。                                             |
| 王增奇   | 海生         |                                                          |
| 牟凤彬   | 尉迟将军     | 唐武宗秘密派遣他杀光王李怡。                             |
| 牛犇     | 余秀峰       | 制造瓷器的艺人。                                         |
| 桑伟淋   | 司马将军     | 光王的护身将军。                                         |
| 黑木真二 | 清睦和尚     | 古日本高僧。                                             |
| 王建国   | 渔民         |                                                          |

## 制作
该片拍摄于浙江省普陀山。
该片经过中华人民共和国国家宗教事务局、国家电影局的项目批准才得以开机，时间是2012年6月6日。
释一诚担任该片总顾问。
该片的题材是佛教中的“观音菩萨”，他是大乘佛教中最为受到民间供奉的神祇，民间称颂他“救苦救难大慈大悲”、“有求必应、有缘必助”，具有“自利利他、济世救人”的佛教精神；在华人世界，地藏王菩萨也是受供奉较多的佛教菩萨，他代表“大孝”、“大愿”。